# 吳仕典
吴仕典（1485年—？年），字天叙，福建漳州府龍溪縣人，民籍。

## 生平
治《詩經》，行一，由國子生中式弘治十七年（1504年）福建鄉試第八十三名舉人，年二十四歲中式正德三年（1508年）戊辰科會試第七十八名，第二甲第三十八名進士。授南京户部主事，升员外郎，监淮安钞关，升郎中，出知衡州府。

## 家族
曾祖吴志和。祖吴元齡。父吴黌。母陳氏。具庆下，弟岳、巒。